# 혜미리예채파
《혜미리예채파》는 대한민국의 ENA에 오리지널 예능 프로그램이다.

## 기획 의도
‘혜미리예채파 하우스에 오신 것을 환영합니다!’ 퀘스트를 통해 캐시를 얻어 외딴 산골에서 놀고, 먹고, 자고, 집까지 꾸며라! 살기(LIFE) 위해 사야만(BUY)하는 비현실 여섯 자매의 탄생! 모든 게 다 있지만 아무 것도 없는 혜미리예채파의 드림하우스로 놀러오세요 외딴 산골에서 안락한 정착을 위해 고군분투하는 혜미리예채파의 복작복작 살림살이 ENA '혜미리예채파'

## 방송 일정
| 방송 채널 | 방송 기간                         | 방송 시간                          | 비고   |
| --------- | --------------------------------- | ---------------------------------- | ------ |
| ENA       | 2023년 3월 12일 ~ 2023년 5월 28일 | 매주 일요일 밤 7시 50분 ~ 9시 30분 | 본방송 |

## 출연진 멤버
- 혜리
- 미연
- 리정
- 최예나
- 김채원
- 파트리샤 욤비

## 성우
- 강새봄

## 에피소드 목록
| 회차 | 방송일          | Chapter | 게스트      | 비고 |
| ---- | --------------- | ------- | ----------- | ---- |
| 1회  | 2023년 3월 12일 | 1. 정착 |             |      |
| 2회  | 3월 19일        | 1. 정착 |             |      |
| 3회  | 3월 26일        | 2. 안정 |             |      |
| 4회  | 4월 2일         | 2. 안정 |             |      |
| 5회  | 4월 9일         | 3. 번영 |             |      |
| 6회  | 4월 16일        | 3. 번영 |             |      |
| 7회  | 4월 23일        | 4. 안정 | 조나단 욤비 |      |
| 8회  | 4월 30일        | 4. 안정 | 조나단 욤비 |      |
| 9회  | 5월 7일         | 5. 분열 |             |      |
| 10회 | 5월 14일        | 5. 분열 |             |      |
| 11회 | 5월 21일        | 6. 이주 |             |      |
| 12회 | 5월 28일        | 6. 이주 |             |      |

## 시청률
최저 시청률과 최고 시청률은 시청률 조사회사와 지역별로 시청률에 차이가 있을 수 있습니다.
| 회차 | 방송일   | AGB 시청률      | AGB 시청률   |
| 회차 | 방송일   | 대한민국 (전국) | 서울(수도권) |
| ---- | -------- | --------------- | ------------ |
| 1    | 3월 12일 | 0.344%          | 0.3%         |
| 2    | 3월 19일 | 0.522%          | 0.5%         |
| 3    | 3월 26일 | 0.438%          | 0.4%         |
| 4    | 4월 2일  | 0.345%          | 0.3%         |
| 5    | 4월 9일  | 0.316%          | 0.3%         |
| 6    | 4월 16일 | 0.469%          | 0.5%         |
| 7    | 4월 23일 | 0.445%          | 0.4%         |
| 8    | 4월 30일 | 0.473%          | 0.5%         |
| 9    | 5월 7일  | 0.527%          | 0.5%         |
| 10   | 5월 14일 | 0.315%          | 0.3%         |
| 11   | 5월 21일 | 0.388%          | 0.4%         |
| 12   | 5월 28일 | 0.363%          | 0.4%         |

## 사유
- 1회 최예나 - 스케줄 일정 관계로 불참했다.
- 5회 김채원 - 스케줄 일정 관계로 불참했으나, 늦게 합류했다.

## 제작진
- 이태경 PD가 연출을 담당한다.